# San Sebastián Xhala
San Sebastián Xhala es uno de los trece pueblos pertenecientes al municipio de Cuautitlán Izcalli, en Estado de México.
En 2017, su Parroquia de San Sebastián Xhala, con data del siglo XVII, fue inscrita al Instituto Nacional de Antropología e Historia (INAH) como parte del Registro Público de Monumentos y Zonas Arqueológicas e Históricas.

## Toponimia
El nombre original del pueblo es Xallah, que proviene del Náhuatl xalli «arenal» y del locativo "Lah" que significa "abundancia". El glifo de ese nombre está compuesto de un círculo con puntos y circulitos negros, dos dientes en el medio que dan la terminación lla que equivale a tla, lo cual significa: «El arenal».

## Educación

### Universidades
- FES Cuautitlán campo cuatro

## Geografía
Se encuentra ubicado al norte del municipio sobre la Autopista México-Querétaro, teniendo a un costado a Campo 4 de la FES Cuautitlán, y al sur a la planta de Izcalli de la empresa Bic. 
El Río Zumpango recorre el pueblo. Colinda al norte con San Lorenzo Río Tenco, al sur con la colonia Industrial Xhala y Cuautitlán, al este con San Mateo Ixtacalco, y al oeste con la colonia Jardines de San Miguel.